# Groupe de NGC 936
Le groupe de NGC 936 comprend au moins huit galaxies situées dans la constellation de la Baleine. La distance moyenne entre ce groupe et la Voie lactée est d'environ 19,2 Mpc (∼62,6 millions d'al). 

## Membres
Le tableau ci-dessous liste les sept galaxies du groupe dans l'ordre indiquées dans l'article de A.M. Garcia paru en 1993. On ajoute à cette liste la galaxie UGC 1862 qui en fait partie selon Richard Powell.   
| Nom         | Classification | Type                        | α (J2000.0)   | δ (J2000.0)  | Vitesse radiale (km/s) | Magnitude apparente | Distance (Mpc) | Diamètre (kal) |
| ----------- | -------------- | --------------------------- | ------------- | ------------ | ---------------------- | ------------------- | -------------- | -------------- |
| UGC 1862    | SAB(rs)d pec?  | Spirale intermédiaire       | 02h 24m 24.8s | -02° 09′ 44″ | 1383 ± 0,3             | 12,13               | 16,8 ± 1,2     | 43             |
| NGC 936     | SB(rs)0+       | Lenticulaire                | 02h 27m 37.4s | -01° 09′ 23″ | 1434 ± 4               | 10,2                | 17,6 ± 1,3     | 107            |
| NGC 955     | Sab?           | Spirale                     | 02h 30m 33.1s | -01° 06′ 30″ | 1482 ± 2               | 12,0                | 18,4 ± 1,3     | 77             |
| UGC 1981    | IB(s)m?        | Irrégulière magellanique    | 02h 30m 17.2s | 00° 56′ 12″  | 1507 ± 4               | 16,059              | 18,7 ± 1,3     | 35             |
| MCG -1-7-20 | SB(s)dm?       | Spirale barrée magellanique | 02h 30m 41.3s | -03° 48′ 43″ | 1619 ± 3               | 13,4655             | 20,4 ± 1,5     | 66             |
| UGC 1945    | SB(s)dm?       | Spirale barrée magellanique | 02h 28m 12.4s | -01° 20′ 56″ | 1782 ± 6               | 13,59               | 22,7 ± 1,6     | 58             |
| NGC 941     | SAB(rs)c       | Spirale intermédiaire       | 02h 28m 27.8s | -01° 09′ 06″ | 1604 ± 1               | 12,4                | 20,1 ± 1,4     | 63             |
| UGC 1839    | Sd?            | Spirale                     | 02h 22m 30.0s | -00° 37′ 03″ | 1544 ± 4               | 13,92               | 21,5 ± 1,5     | 70             |

Le site DeepskyLog permet de trouver aisément les constellations des galaxies mentionnées dans ce tableau ou si elles ne s'y trouvent pas, l'outil du site constellation permet de le faire à l'aide des coordonnées de la galaxie. Sauf indication contraire, les données proviennent du site NASA/IPAC.